# Roderich Stintzing

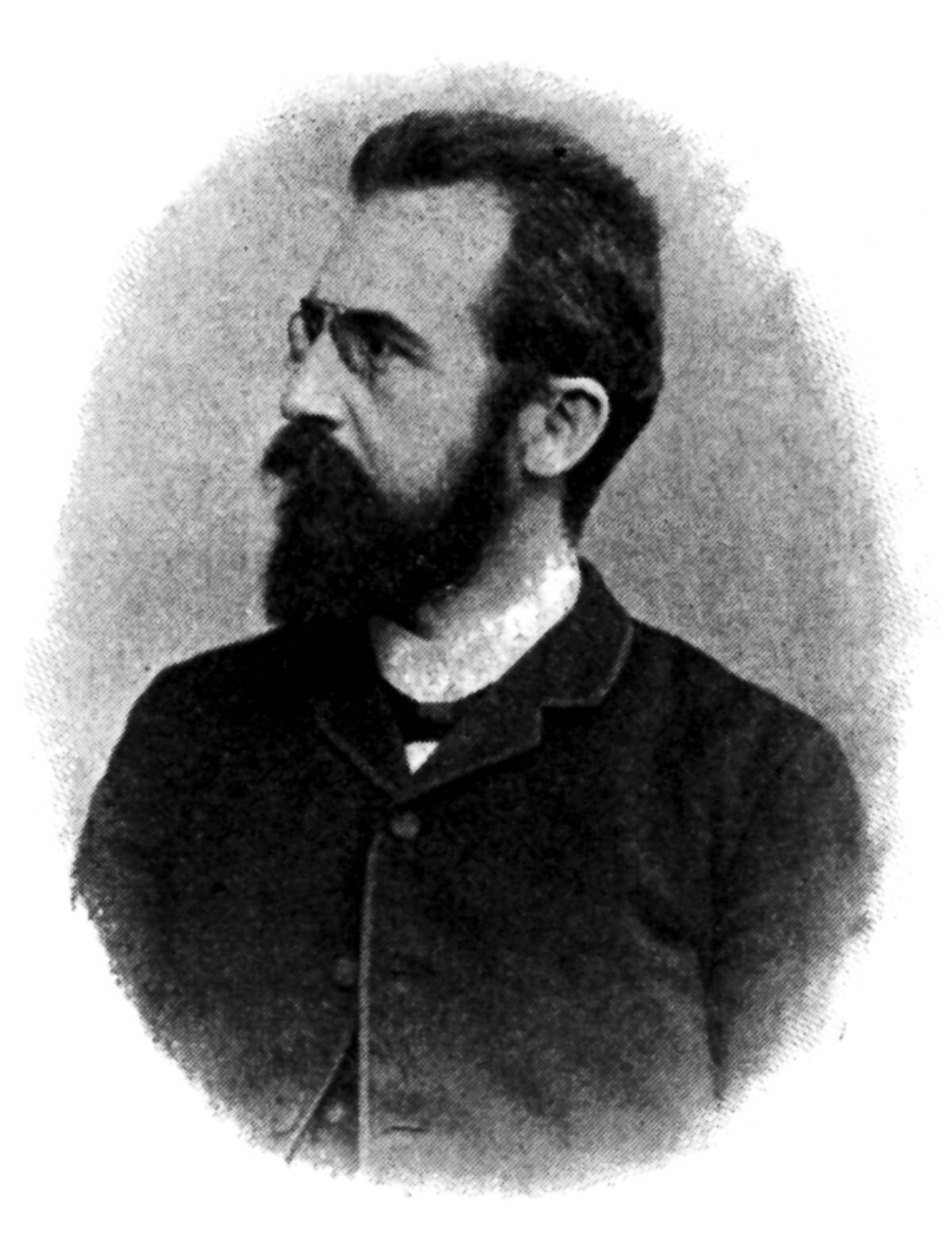
Georg Hieronymus Roderich Stintzing

Georg Hieronymus Roderich Stintzing (* 12. Februar 1854 in Heidelberg; † 5. April 1933 in Jena) war ein deutscher Mediziner.

## Leben
Georg Hieronymus Roderich war Sohn des Rechtsprofessors Roderich von Stintzing (* 8. Februar 1825 in Altona; † 13. September 1883 in Oberstdorf) und dessen am 1. Mai 1850 in Altona geheirateten Frau Franziska Bokelmann (* 25. Mai 1828 in Flottbek; † 7. November 1908 in Leipzig). Seine grundlegende Ausbildung erhielt er am Gymnasium in Erlangen und in Bonn. Studien der medizinischen Wissenschaften absolvierte er an der Universität Bonn, der Universität Tübingen und der Universität Leipzig. Seit dem Sommersemester 1877 war er Mitglied der Studentenverbindung AV Igel Tübingen. 1878 bestand er sein medizinisches Examen und promovierte in Bonn mit der Arbeit Untersuchungen über die Mechanik der physiologischen Kohlensäurebildung zum Doktor der Medizin. Ab 1878 arbeitete er als Assistent von Eduard Pflüger am Institut für Physiologie in Bonn, war 1880 Assistent von Hugo von Ziemssen an der medizinischen Klinik in München geworden und habilitierte sich 1883 an der Universität München für innere Medizin.
Am 15. April 1890 wurde er außerordentlicher Professor der inneren Medizin an der Universität Jena und Direktor der medizinischen Poliklinik. Am 1. April 1892 ernannte man ihn zum ordentlichen Professor der Pathologie und Therapie, damit verbunden wurde er Leiter der Universitätsklinik in Jena und des daran angebundenen Laboratoriums für experimentelle Pathologie. Zudem erhielt er den Titel eines geheimen Medizinalrates und war im Wintersemester 1902 Rektor der Salana. Während seiner Wirkungsphase als Hochschullehrer wurde er Präsident des Allgemeinen Ärztlichen Vereins von Thüringen, war Ehrenmitglied der Deutschen Gesellschaft für innere Medizin und wurde 1894 Mitglied der Akademie gemeinnütziger Wissenschaften in Erfurt. In der Musik hatte Stintzing einen probaten Ausgleich zu seiner wissenschaftlichen Arbeit gefunden, was sich auch in seiner leitenden Mitgliedschaft der akademischen Konzertkommission in Jena und an der Vorbereitung zur Ehrenpromotion von Max Reger ausdrückt.
1924 wurde er aus seiner Professur emeritiert, blieb aber dennoch auf dem Gebiet der medizinischen Publikationen bis zu seinem am 5. April 1933 erfolgten Tod aktiv.
Nach ihm wurden die „Stintzing Tabellen“ benannt, welche die Durchschnittswerte der normalen elektrischen Erregbarkeit fast sämtlicher Muskeln und Nerven enthalten. Gemeinsam mit Franz Penzoldt gab er das Handbuch der gesamten Therapie (6. Bde. 1894–1896, 1926–1928 in 7 Bde.) heraus.

## Familie
Strinzing war zwei Mal verheiratet. Seine erste Ehe schloss er am 5. Oktober 1884 in Bonn mit Hanna Rühle (* 20. Juni 1861 in Greifswald; † 24. Februar 1897 in Wahlheiden), die Tochter des geheimen Medizinalrats und Professors in Bonn Hugo Ernst Heinrich Rühle. Seine zweite Ehe ging er am 29. März 1904 in Jena mit Gertrud Keferstein (Kieferstein), die Tochter des Dr. phil. Horst Gustav Heinrich Keferstein (* 12. August 1828 in Jena; † 25. April 1907 ebd.) und dessen Frau Ottilie Spengler (* 2. März 1833 in Braunsdorf bei Borna; † 6. Oktober 1910 in Jena), ein. Aus erster Ehe stammen Kinder. Von diesen kennt man:
- Roderich Stintzing (* 7. November 1885 in München; † 21. Oktober 1964 in Uppsala/Schweden) verh. 3. Juni 1914 in Stockholm mit Gertrud Wilke
- Dora Stintzing (* 1. Dezember 1886 in München; † 21. Januar 1952 in Jena)
- Hugo Stintzing (* 10. August 1888 in München; † 11. Dezember 1970 in Darmstadt) verh. I. am 1. November 1915 Marie Bürger; verh. II. am 15. Oktober 1929 in Gundorf mit Frieda Keferstein
- Franziska Stintzing (* 16. September 1889 München; † 26. Februar 1970 Jena) wurde Pfarrerin
- Erna Stintzing (* 24. April 1894 in Jena; † 3. März 1978 in Esslingen) wurde Krankenschwester, verh. 12. Mai 1921 in Jena mit Kurt Gutzeit

## Werke (Auswahl)
- Untersuchungen über die Mechanik der physiologischen Köhlensäurebildung. Bonn 1878.
- Die Electro-Medicin in der internationalen Electicitäts-Ausstellung in München im Jahre 1882. München 1883.
- Über Nervendehnung. Leipzig 1883.
- Klinische Beobachtungen aus der II. medicinischen Klinik des Obermedicinalrathes Prof. von Ziemssen. München 1884.
- Beitrag zur Anwendung des Arseniks bei chronischen Lungenleiden. 1883.
- Über den elektrischen Leitungswiderstand des menschlichen Körpers. München 1886.
- Die Varietäten der Entartungsreaction und ihre diagnostisch-prognostische Bedeutung. In: Deutsches Archiv für klinische Medicin, Leipzig 1886.
- Über hereditäre Ataxie. In: Münchner medizinischer Wochenschau, 1887.
- Der angeborene und erworbene Defect der Brustmuskeln, zugleich ein klinischer Beitrag zur progressiven Muskelatrophie. In:  Deutsches Archiv für klinische Medicin, 1888.
- Hugo Rühle. In: Münchner medizinischer Wochenschrift, 1888, Nr. 35.
- Über die Magenschleimhaut bei Secundärerkrankungen des Magens. Sitzung der Gesellschaft für Morphologie und Physiologie; (München): 3. Dezember 1889.
- Über den gegenwärtigen Stand der Diagnostik der Magenkrankheiten. In: Münchner medizinischer Wochenschrift, 1889, Nr. 8 und 9.
- Über electrodiagnostische Methoden. In: Verhandlungen des 5. Congresses für innere Medicin. (1890).
- Zur Structur der erkrankten Magenschleimhaut. In: Münchner medizinischer Wochenschrift, 1889, Nr. 48.
- Ein klinischer Beitrag zur Influenza-Epidemie. In: Münchner medizinischer Wochenschrift, 1890, Nr. 6 und 7.
- Über die absolete Messung faradischer Ströme am Menschen. Leipzig 1890.
- Über den ursächlichen Zusammenhang von Herzkrankheiten und Epilepsie. In: Deutsches Archiv für Klinische Medicin, Band 66.
- Allgemeine Prophylaxe und Diätetik der Krankheiten des Nervensystems. In: Handbuch der speciellen Therapie innerer Krankheiten. Jena 1890, Abth. 8, S. 1–42.
- Über Tuberculin-Wirkungen in diagnostischer und therapeutischer Beziehung. In: Münchner medizinischer Wochenschrift, 1891.
- Zur hämatologischen Diagnostik. In: Diagnostisches Lexicon für praktische Ärzte. Wien / Leipzig 1892.
- Über Urogenitaltuberkulose. In: Correspondenzblatt des Allgemeinen Ärztlichen Vereins Thüringens, 1892, Nr. 8.
- Behandlung der Erkrankungen des Brustfells und Mittelfellraumes. In: Handbuch der speciellen Therapie innerer Krankheiten. Jena 1894.
- Schlaf und Schlaflosigkeit. Erfurt 1898; auch in: Jahrbücher der Königlichen Akademie gemeinnütziger Wissenschaften zu Erfurt, N.F., Heft 24.
- Zur Struktur der Magenschleimhaut. In: Festschrift zum siebenzigsten Geburtstag von Carl von Kupffer. 1899.
- Behandlung der Erkrankungen des Rückenmarks und seiner Häute. Jena 1903.
- Allgemeine Prophylaxe und Diätetik der Krankheiten des Nervensystems. Jena 1903.
- Einige mechanische operative Heilverfahren bei Erkrankungen des Nervensystems. Jena 1903.
- Allgemeine Balneotherapie und Klimatherapie der Erkrankungen des Nervensystems. Jena 1903.
- Behandlung der Seekrankheit. Jena 1903.
- Allgemeine Prophylaxe und Diätetik der Krankheiten des Nervensystems. Jena 1926.
- Max Matthes. München 1930; auch in: Münchener medizinischen Wochenschrift, 1930, 18.

## Weblink
- Familienseite Stintzing

| Personendaten    | Personendaten                        |
| ---------------- | ------------------------------------ |
| NAME             | Stintzing, Roderich                  |
| ALTERNATIVNAMEN  | Stintzing, Georg Hieronymus Roderich |
| KURZBESCHREIBUNG | deutscher Mediziner                  |
| GEBURTSDATUM     | 12. Februar 1854                     |
| GEBURTSORT       | Heidelberg                           |
| STERBEDATUM      | 5. April 1933                        |
| STERBEORT        | Jena                                 |